# Curbe
Curbe es una localidad perteneciente al municipio de Grañén, en la provincia de Huesca, comunidad autónoma de Aragón, España. En 2018 contaba con 193 habitantes.